# Вулиця Дідушка
Ву́лиця Діду́шка — вулиця у Залізничному районі Львова на Левандівці. Сполучає вулиці Широку і Сяйво та проходить паралельно до вулиць Олешківської та Невеликої. Має ґрунтове покриття, без хідників.

## Історія та забудова
Від 1925 року вулиця мала назву Замкнена, від 1936 року — Комісарська. 1993 року отримала сучасну назву на честь українського військового діяча початку XX століття Василя Дідушка. 
Забудова вулиці Дідушка одноповерхова садибна. Будинки № 3 та № 8 дерев'яні.